# Gallina en nogada
La gallina en nogada o pechuga en nogada es un platillo mexicano típico de la gastronomía del estado de Veracruz. Se trata de un guiso típico para la Nochebuena y Navidad, y se tiene constancia de él desde el siglo XIX.
La gallina es un ave traída a América por los españoles. Anteriormente, una ave típica consumida por los mesoamericanos prehispánicos fue el guajolote. También se puede hacer con carne de pollo, sin embargo, la carne de gallina es más apreciada porque, al tener mayor edad el ave, su carne es más dura. Esto la hace ideal para guisos y cocidos. La versión con carne de pollo es conocida también como nogada de pollo.
La nogada es una salsa cuyo ingrediente principal es la nuez, de ahí su nombre. También se usa para el chile en nogada, uno de los platos estrella de la gastronomía mexicana. Sin embargo, la receta de nogada para la gallina suele variar a la nogada de los chiles, ya que no incluye lácteos. En México la nuez más común es la nuez pecana.

## Preparación
Existen multitud de variantes de esta receta. Por lo general, primero se pone la gallina a cocer, pues es lo que más tarda. Luego, se licúan los jitomates (que en algunas recetas se tateman primero al fuego) para hacer el caldillo. A veces se agregan ajo, sal, chile ancho, pan blanco y las especias que se hayan seleccionado: canela, pimienta, clavo de olor... etc. También se trituran las nueces, en metate o licuadora, y se agregan. 
En un sartén o cazuela, se calienta manteca, cebolla, ajo y los demás ingredientes (chícharos, chorizo... al gusto) y se añade el licuado. Opcionalmente, se puede agregar vino blanco o tequila, que combina muy bien con el sabor de la gallina.